# LDLRAD1
LDLRAD1 (англ. Low density lipoprotein receptor class A domain containing 1) – білок, який кодується однойменним геном, розташованим у людей на 1-й хромосомі. Довжина поліпептидного ланцюга білка становить 205 амінокислот, а молекулярна маса — 21 834.
| 10         |  | 20         |  | 30         |  | 40         |  | 50         |
| ---------- |  | ---------- |  | ---------- |  | ---------- |  | ---------- |
| MNKVFPQGEN |  | GYTAAESKAH |  | PGGEAGGGHL |  | CCSRRGACLS |  | ASLLLLLATV |
| AALIALVTIL |  | GLPSCTPGAQ |  | ACITLTNRTG |  | FLCHDQRSCI |  | PASGVCDGVR |
| TCTHGEDEDE |  | SLCRDVPQSL |  | PHFLVAHCGD |  | PASWIYSDQK |  | CDGTNNCGDC |
| SDELSPVTVC |  | PPCGPGWWRC |  | PSTFFKYCDC |  | IPRHLCRDHV |  | QHCSDWSDEY |
| ACPGP      |  |            |  |            |  |            |  |            |

A: Аланін

C: Цистеїн

D: Аспарагінова кислота

E: Глутамінова кислота

F: Фенілаланін

G: Гліцин

H: Гістидин

I: Ізолейцин

K: Лізин

L: Лейцин

M: Метіонін

N: Аспарагін

P: Пролін

Q: Глутамін

R: Аргінін

S: Серин

T: Треонін

V: Валін

W: Триптофан

Кодований геном білок за функцією належить до рецепторів. 
Задіяний у такому біологічному процесі, як альтернативний сплайсинг. 
Локалізований у мембрані.